# Drifter/太陽とヴィーナス
「Drifter/太陽とヴィーナス」は、キリンジの8thシングルである。

## 収録曲
1. Drifter
  - 作詞・作曲：堀込高樹
  - 我那覇美奈「白く優しく」（2001年発売の3rdアルバム『20』収録曲。作詞は我那覇）の歌詞違いバージョン。
  - 2008年に原田郁子（ミニ・アルバム『気配と余韻』収録）、2010年にBank Band（アルバム『沿志奏逢3』収録）がカバーしている。
2. 太陽とヴィーナス
  - 作詞・作曲：堀込泰行
3. シーサイド・シークェンス
  - 作詞・作曲：堀込高樹
  - 2014年のアルバム『11』では「シーサイド・シークェンス～人喰いマーメイドとの死闘篇」としてリメイクされた[1]。

編曲：キリンジ・冨田恵一

## 収録アルバム
- オリジナル「Fine」（2001年11月21日）
「太陽とヴィーナス」「Drifter」を収録。
「シーサイド・シークェンス」は2014年発売の紙ジャケット盤および配信版、2016年発売のアナログ盤に収録[2]。
- リミックス「RMX II」（2002年4月24日）
「シーサイド・シークェンス[Karuizawa Remix]」を収録。
- ベスト「KIRINJI Archives SINGLES BEST」（2004年6月23日）
「太陽とヴィーナス」「Drifter」を収録。
- ベスト「KIRINJI 19982008 10th Anniversary Celebration」（2008年12月10日）
「太陽とヴィーナス」「Drifter」を収録。
- ベスト「Melancholy Mellow Ⅰ -甘い憂鬱-19982002」（2018年11月7日）
「Drifter」を収録。